# Умберто Нобіле
Умбе́рто Но́біле (італ. Umberto Nobile; 21 січня 1885, Лауро, Королівство Італія  — 30 липня 1978, Рим, Італія) — італійський дирижаблебудівник, дослідник Арктики, генерал. Нобіле був розробником і пропагандистом напівжорстких дирижаблів під час «Золотого Століття Авіації» між двома світовими війнами. Його насамперед пам'ятають за проєктування та пілотування дирижабля «Норвегія», який, найімовірніше, був першим літальним апаратом, який 12 травня 1926 р. досяг Північного полюсу (те, що експедиція на літаку досягла полюса на кілька днів раніше, викликає сумнів), і який, безперечно, першим перелетів через полярні льди з Європи в Америку.
Нобіле у 1928 р. полетів у розробленому ним дирижаблі «Італія» - другому полярному дирижаблі. Ця експедиція закінчилася аварією і частина екіпажу загинула. Для порятунку вцілілих було здійснено ряд міжнародних рятувальних експедицій. Серед інших в експедиції брав участь Адольф Гуль.
Після повернення до Італії Нобіле зустріли захоплені натовпи італійців. Однак італійська і закордонна преса почала звинувачувати його у катастрофі й у тому, що він залишив свій екіпаж, полетівши першим. До цього додалися непрості відносини Нобіле з деякими впливовими фашистами.
У 1931 році Нобіле поїхав в СРСР, де 5 років працював над створенням дирижаблів.
У 1936 році він повернувся в Італію, де продовжував викладати, але в 1939 році виїхав до США. Після поразки фашизму в 1945 році італійські ВПС зняли з Нобіле всі обвинувачення, і він був відновлений в чині генерал-майора. Нобіле продовжував викладати в університеті Неаполя. У 1946 році балотувався в Установчі збори як незалежний кандидат за списками Італійської комуністичної партії.